# Slaget om Aachen
Slaget om Aachen var et slag under 2. verdenskrig, som blev udkæmpet 2. - 21. oktober 1944 i og omkring byen Aachen i Tyskland. I september 1944 var Wehrmacht blevet trængt tilbage til det egentlige Tyskland efter at være besejret i Frankrig af de Vestallierede. I løbet af felttoget i Frankrig vurderede de tyske ledere, at de havde mistet, hvad der var svarede til 25 komplet udrustede divisioner. Nu havde tyskerne 74 divisioner indsat i Frankrig. Trods disse tab kunne tyskerne trække sig tilbage til Siegfried-linjen og delvis genopbygge deres styrke. Det lykkedes dem at bringe den totale kampstyrke på Vestfronten op på omkring 230.000 mand. Selv om de ikke nødvendigvis var veltrænede eller velbevæbnede, blev de tyske forsvarere i høj grad hjulpet af de befæstninger, som udgjorde Siegfried-linjen. I løbet af september kom det til de første kampe omkring Aachen, og byens kommandant tilbød at overgive byen til de fremrykkende amerikanere. Hans kapitulationsbrev blev imidlertid opdaget af SS under en ransagning i Aachen, mens de civile var ved at blive evakueret. Adolf Hitler beordrede ham straks arresteret og udskiftede ham og hans division med Gerhard Wilcks 246. Volksgrenadier Division. USA's 1. armé blev nødt til at kæmpe for at indtage byen.
De amerikanske militærchefer besluttede at indeslutte byen med 1. og 30. infanteridivision samt elementer af andre og derpå erobre den, når den var helt omringet. Byens forsvar bestod af det tyske 81. korps, som bestod af fire infanteridivisioner og undertallige tyske kampvognsenheder. Under slaget modtog de tyske forsvarere forstærkninger på 24.000 mand i form af en panserdivision og en pansergrenaderdivision samt dele af 1. SS panserdivision. Selv om de var færre end amerikannerne, kunne forsvarerne støtte sig til dusinvis af betonbunkers og befæstninger rundt om byen.
Den 30. infanteridivisions offensiv begyndte den 2. oktober og blev straks stoppet af de tyske forsvarsstillinger. Luft- og artilleribombardementet inden angrebet havde ikke tilføjet større skader på de tyske forsvarsstillinger, og angrebet gik i stå mod nord. 1. infanteridivision indledte sit angreb den 8. oktober, og det lykkedes den at erobre sit primære mål i løbet af 48 timer, omend den senere blev bremset af fortsatte tyske modangreb. I mellemtiden fortsatte 30. infanteridivision sin langsomme fremrykning, men den 12. oktober havde den stadig ikke fået forbindelse med 1. division, så omringningen kunne afsluttes. Derfor afgav 1. infanteridivision det 26. infanteriregiment og forberedte et direkte angreb på byen, inden omringningen var afsluttet. Kampene om byen den 13. oktober|13 – 21. oktober førte til store tab. Trods hård tysk modstand overgav den tyske general Wilck byen til amerikanske tropper den 21. oktober. Det afsluttede slaget. Mellem den 2. og 21. oktober led 1. amerikanske armé tab på omkring 5.000 i Aachen, mens tyskerne mistede ca. 5.000 soldater og yderligere 5.600 blev taget som krigsfanger.

## Baggrund
Den 18. september var de Vestallierede nået til den tyske grænse, som var beskyttet af den omfattende Siegfried-linje. I et forsøg på at åbne den belgiske havn i Antwerpen for allierede skibe og dermed for forsyninger til styrkerne i Frankrig og Belgien og samtidig krydse den nedre del af Rhinen,, indledte amerikanske, britiske og polske styrker den 17. september 1944 operation Market Garden
Operation Market Garden slog fejl og et akut forsyningsproblem opstod som følge af de lange afstande, der var gennem den hurtige allierede fremrykning gennem Frankrig. Det betød, at fremrykningen mod Berlin gik i stå. De tyske tab i Frankrig havde været enorme. Den tyske feltmarskal Walter Model vurderede, at hans 74 divisioner havde en reel styrke svarende til 25 divisioner. Afslutningen på de Vestallieredes fremrykning på grund af logistiske problemer gav tyskerne lejlighed til at begynde at genopbygge deres styrke i vest. I løbet af september forstærkede den tyske overkommando Siegfried-linjen og bragte den samlede styrke op på ca. 230.000 mand, heraf 100.000 friske. I begyndelsen af september havde tyskerne ca. 100 kampvogne i vest, men i slutningen af måneden var tallet vokset til omkring 500. Det tyske forsvar ved Siegfried-linjen fortsatte med at blive stærkere, og der etableredes et forsvar i en gennemsnitlig dybde af 4,8 km.
Chefen for SHAEF general Dwight D. Eisenhower besluttede, at det næste mål skulle være besættelsen af Ruhr-distriktet, kerneområdet for den tyske industri. General George S. Pattons 3. amerikanske armé fik til opgave at besætte det franske Lorraine område. General Courtney Hodgess 1. amerikanske armé fik ordre til at gennembryde fronten ved den tyske by Aachen.
Byen og dens del af fronten var beskyttet af Siegfried-linjen, som bestod af adskillige bælter af sammenkædede skydestillinger, forter og bunkers. I adskillige områder var de tyske stillinger over 16 km i dybden. Forsvarslinjen var beskyttet af omfattende minefelter, dragetænder og pigtråd, hvilket gjorde Siegfried-linjen til "utvivlsomt den mest formidable menneskeskabte forsvarslinje, som nogensinde var skabt." Ud fra deres erfaringer på Østfronten havde tyskerne placeret deres hovedforsvarslinje gennem centrum af byerne, som lå ved forsvarslinjen og udnyttede de smalle gader til at begrænse de allierede styrkers mobilitet.
Trods de tyske forsvareres ringe kvalitet var befæstningerne som dækkede Aachen og Ruhr betydelige hindringer for de amerikanske styrkers fremrykning i området. Et gennembrud i denne sektor var af afgørende betydning, da terrænet bag Aachen var fladt og begunstigede de Vestallieredes fremrykning.
Kampene omkring Aachen begyndte allerede i september i en periode, som tyskerne kaldte "Det første slag om Aachen". I september blev byen forsvaret af 116. panserdivision under kommando af general Gerhard von Schwerin. De allierede styrkers nærhed fik hovedparten af byens ledelse til at flygte inden evakueringen af byens indbyggere var afsluttet. I stedet for at fortsætte evakueringen besluttede von Schwerin at overgive byen til de allierede styrker. Trods forsøget på at overgive byen blev von Schwerin den 13. september beordret til at gennemføre et modangreb mod amerikanske styrker, som trængte igennem fronten sydvest for Aachen, og det gjorde han med dele af sine pansergrenaderstyrker. Den tyske generals forsøg på at overgive byen ville snart blive irrelevant, da hans brev aldrig nåede frem. I stedet kom det i hænderne på Adolf Hitler, som gav ordre til at han straks skulle arresteres og udskiftes med general Gerhard Wilck. De amerikanske 7. korps fortsatte med at afprøve det tyske forsvar, trods modstanden den 12. – 13. september. Mellem den 14. og 16. september fortsatte den 1. amerikanske infanteridivision sin fremrykning trods gentagne tyske modangreb og endte med at etablere en halvmåneformet bue rundt om byen. Den langsomme fremrykning gik i stå i slutningen af september på grund af den knaphed på brændstof og ammunition, der var opstået på grund af, at der var afledt styrker til fordel for operation Market Garden i Holland.

## Sammenligning af styrker
Byen Aachen havde ikke større militær værdi, da der ikke foregik væsentlig krigsproduktion i den, og den blev ikke kraftigt bombarderet af de Vestallierede i løbet af krigen. Det lå imidlertid lige på 1. amerikanske armés vej til Ruhr. For det tyske nazistyre var byen også et symbol. Ikke blot var det den første by, som var truet af fjenden under 2. verdenskrig, det var også Karl den Stores gamle hovedstad, han som havde grundlagt det "Første Rige". Som følge heraf, havde det umådelig psykologisk betydning for tyskerne. Holdningen blandt byens forsvarere skiftede også som følge af befolkningens reaktion sammenlignet med den i de franske byer. En tysk officer beskrev det således: "Pludselig var vi ikke længere nazisterne, vi var tyske soldater."

### Tyske forsvarere i Aachen
Den tyske hær drog fordel af den korte pause ved fronten til at trække 1. SS, 2. SS og 12. SS Panserdivision samt 9. og 116. Panserdivision tilbage fra fronten. I oktober blev ansvaret for forsvaret af fronten ved Aachen overdraget til general Friedrich Koechlings 81. korps, som bestod af 183. og 246. Volksgrenadier Division samt 12. og 49. infanteridivision. Disse styrker udgjorde sammen med de tilknyttede 506. kampvognsbataljon og 108 kampvognsbrigade udgjorde omkring 20.000 mand og 11 kampvogne. Koechling blev også lovet en reorganiseret 116. panserdivision og 3. pansergrenaderdivision, som tilsammen var på 24.000 mand. 246. Volksgrenadier Division erstattede 116. panserdivision i selve Aachen mens 183. Volksgrenadier og 49. infanteridivision forsvarede de nordlige indfaldsveje og 12. infanteridivision var placeret mod syd. Den 7. oktober blev elementer af 1. SS panserdivision frigivet til at forstærke forsvaret af Aachen.
Selv om forstærkningerne havde gjort det tyske forsvar stærkere, end det havde været siden 1. september, havde enhederne i 81. korps lidt store tab. Den 12. infanteridivision mistede halvdelen af sin kampkraft mellem 16. og 23. september. Mens tyske infanteridivisioner i almindelighed havde en styrke på 15.000-17.000 soldater i begyndelsen af 2. Verdenskrig, var de i 1945 blev reduceret til en officiel størrelse på 11.000-13.000. I lyset heraf blev Volksgrenadier divisionerne skabt for at overvinde den mandskabsmangel, som plagede Wehrmacht i 1944. Det samlede mandskab pr. division var lige over 10.000 mand. Selv om omkring en fjerdedel af hver divisions soldater var erfarne veteraner, bestod halvdelen af nyindkaldte og rekonvalescenter, mens den sidste fjerdedel bestod af soldater overført fra Luftwaffe og Kriegsmarine. Selv om disse divisioner ofte blev tildelt de nyeste infanterivåben manglede de artilleri og køretøjer, hvilket var en hæmsko for divisionernes taktiske mobilitet. I tilfældet 81. korps var 183. Volksgrenadier Division først blevet aktiveret i september, hvilket betød at divisionen endnu ikke havde haft tid til at træne som en samlet enhed. Trods det havde den 643 mand over styrkemålet. 246. Volksgrenadier Division var stort set i samme situation, da en stor del af personellet havde mindre end 10 dages infanteritræning, og 49. infanteridivision havde fået lov at genvinde sin styrke og modtage friske forstærkninger. 81. Korps bestod også af 275. infanteridivision, men den var blevet trukket tilbage fra fronten efter at have lidt store tab. Hvad tyskerne manglede i kvalitet opvejedes af de defensive stillinger som de kunne benytte rundt om Aachen.

### Amerikanske styrker
Opgaven med at erobre Aachen tilfaldt general Charles H. Corletts 30. infanteridivision fra 19. korps og Joseph Collins 1. infanteridivision fra 7. korps. General Leland Hobbs 30. infanteridivision ville få støtte fra 1. pansrede division, som skulle udnytte 30. divisions gennembrud af Siegfried-linjen mens flankerne blev beskyttet af 29. infanteridivision. Mod syd blev 1. infanteridivision støttet af 9. infanteridivision og 23. pansrede division. Disse divisioner havde brugt den korte pause i kampene i de sidste to uger af september til at hvile og få nye forsyninger af materiel og forstærkninger. Den 1. oktober var over 70% af tropperne i 1. infanteridivision således forstærkninger, og de sidste to uger af september blev brugt på at træne disse mænd i kamp i landsbyer og våbentræning. Planen for den forestående offensiv gik ud på at begge divisioner skulle undgå bykamp i Aachen. I stedet skulle de to divisioner omringe byen og lade en mindre styrke erobre den, mens hovedparten af styrkerne fortsatte med at trænge østpå.
Selv om de amerikanske styrker kunne erstatte deres tab i løbet af få uger, fik de ikke tilstrækkelig træning, og derfor manglede de lavere officerer ofte taktisk træning og lederskab. Nogle pansertropper blev sendt til Europa uden nogensinde at have kørt i en kampvogn, og nogle kampvognskommandører måtte lære at lade og affyre deres kanoner i felten før en indsats. Det amerikanske forstærkningssystem, som fokuserede på kvantitet mere end kvalitet, betød at hovedparten af de forstærkninger, som ankom til fronten ikke havde tilstrækkelig kamptræning. Det var ikke usædvanligt, at halvdelen af en enheds forstærkninger blev dræbt eller såret i de første dage i kamp.
Disse styrker blev støttet af den 9. luftstyrke, som havde identificeret 75% af de bunkers, der lå langs fronten og planlagde at gennemføre et indledende bombardement med 360 bombefly og 72 jagere. Yderligere fly ville blive indsat i anden bølge, som omfattede brug af napalm. Det tyske Luftwaffe var ikke tilstede under slaget, og de tyske forsvarere på jorden havde ikke tilstrækkelig mange antiluftskytsbatterier til at kunne beskytte sig mod det indledende bombardement.

## Slaget
I seks dage inden den amerikanske offensiv havde tungt artilleri beskudt tyske stillinger omkring Aachen. Selv om det kraftige bombardement tvang 81. korps til at indstille alle bevægelser af tropper af forsyninger i dagtimerne, havde det ikke stor effekt på bunkers og støttepunkter. Det indledende bombardement den 2. oktober afstedkom heller ikke større skader på den tyske stillinger. De 450 fly, som var med i første bølge ramte ikke plet en eneste gang. Flyenes muligheder var især blevet forringet af allieret artilleri, som havde beskudt de tyske antiluftskytsbatterier og dermed skabt en masse sort røg. Da flyene havde afsluttet deres bombardement gik artilleriet igen i gang med at bombardere de forreste linjer, idet de affyrede 18.696 granater fra 372 kanoner i løbet af et par timer.

### Fremrykning nordfra – 2. – 8. oktober
Den 30. infanteridivision indledte sin fremrykning den 2. oktober. Den anvendte divisionens tunge artilleri til at beskyde tyske bunkers for at tvinge forsvarerne til at holde hovederne nede. Trods det tog det i gennemsnit 30 minutter at erobre en enkelt bunker, og amerikanerne fandt ud af, at hvis ikke de straks forsatte til den næste bunker var tyskerne hurtige til at gennemføre modangreb. Den tyske modstand var ikke forventet, og et kompagni mistede 87 mand på en time. Et andet kompagni mistede 93 ud af 120 soldater ved et tysk artilleriangreb. Det lykkedes langsomt angriberne at krydse Wurmfloden og angribe tyske bunkers med flammekastere og sprængladninger. Om eftermiddagen den 2. oktober havde elementer af 30. infanteridivision gennembrudt de tyske stillinger og var nået frem til byen Palenberg. Her rykkede amerikanske soldater frem fra hus til hus og udkæmpede en række grusomme dueller på håndgranater. Den menige Harold G. Kiner blev tildelt en Medal of Honor for at have kastet sig over en tysk granat og dermed reddet livet for to andre soldater. Kampene i byen Rimburg var lige så voldsomme, da amerikanske kampvogne endnu ikke havde kunnet krydse Wurm-floden, og derfor ikke kunne yde ildstøtte til infanteristerne som forsøgte at storme byens middelalderborg, som blev brugt af tyskerne som fort. 30. infanteridivision nedkæmpede omkring 50 tyske bunkers på fremrykningens første dag. De måtte ofte omringe dem og angribe dem bagfra. Divisionens indsats blev også understøttet af 29. divisions afledningsangreb på venstre flanke af 30. division, som fik tyskerne til at tro, at det var her amerikanernes hovedangreb blev sat ind. Om aftenen den 2. oktober blev den 902. tyske stormartilleribataljon beordret til et modangreb mod 30. infanteridivision, men allieret artilleri forsinkede starten på angrebet, og det endte med at det tyske forsøg på at trænge amerikanerne tilbage slog fejl.
Selv om amerikanske kampvogne kunne støtte fremrykningen den 3. oktober blev de angribende styrker bragt til en brat standsning efter en række tyske modangreb. Byen Rimburg blev erobret på offensivens 2. dag, men kampene om de tyske stillinger gik fortsat langsomt — amerikanske M4 Sherman og 155 mm kanoner skød på klos hold for at ødelægge bunkers. Der var også begyndt kampe om at omringe byen Übach, hvor Sherman-kampvogne stormede ind i et forsøg på at erobre byen, blot for at blive bremset af tysk artilleri og udsat for modangreb fra tyske soldater inden dagen var omme. Amerikansk artilleristøtte forhindrede tyskerne i at generobre Übach. Ved dagens slutning havde overskridelsen af Wurm-floden og etableringen af et brohoved kostet 30. infanteridivision omkring 300 døde og sårede.
De tyske styrker fortsatte deres modangreb mod Übach og led store tab til amerikansk artilleri og infanteri, omend deres manglende evne til at generobre Übach overbeviste de tyske ledere om, at de ikke havde tilstrækkelige styrker til at kunne forsvare Aachen. Modangrebene holdt imidlertid de amerikanske tropper tilbage, som ellers kunne have fortsat deres fremrykning. Den 4. oktober var den allierede fremrykning blevet begrænset idet kun byerne Hoverdor og Beggendorf blev besat, mens amerikanernes tab over de sidste tre dage nåede op på omkring 1.800 soldater.
Fremrykningen blev større den 5. oktober, da det 119. regiment fra 30. infanteridivision erobrede Merkstein-Herbach. Mens kampene fortsatte forsøgte tyskerne et nyt modangreb mod Übach den 6. oktober, men det lykkedes dem ikke at tvinge amerikanerne ud af byen. Tyske kampvogne kunne ikke stille noget op mod den overvældende overlegenhed, som amerikanerne havde i kampvogne, og som en sidste mulighed for at stoppe den amerikanske fremrykning begyndte de at beskyde de amerikanske stillinger med artilleri og alle til rådighed stående fly. Tyskerne fandt sig alvorligt hæmmet af mangel på reserver, selv om den tyske general Koechling kunne indsætte en deling Tiger kampvogne ved byen Alsdorf i et forsøg på at stoppe den amerikanske fremrykning gennem Aachens nordlige forsvarsværker.
Et modangreb indledtes den 8. oktober af et infanteriregiment, 1. angrebsbataljon, en kampgruppe fra 108. panserbrigade og yderligere 40 kampvogne indsamlet fra allehånde enheder. Selv om modangrebet blev stoppet af amerikansk artilleri lykkedes det den venstre fløj af angrebet at afskære en hel amerikansk deling, mens højre fløj nåede frem til et vejkryds nord for byen Alsdorf.
På det tidspunkt understøttede en deling Sherman-kampvogne et angreb på byen Mariadorf, da de blev angrebet af tyskere bagfra. Efter heftige kampe kunne Sherman-kampvognene trænge tyskerne tilbage. To tyske Sturmgeschütz IV angrebsartilleri kanoner og et kompagni infanteri trængte ind i Alsdorf, men blev ramt af et modangreb og selv om de pansrede køretøjer dygtigt undgik de amerikanske kampvogne, blev de til sidst angrebet af amerikansk infanteri og ved dagens slutning var tyskerne tvunget til at trække sig tilbage til deres udgangspunkt. For at tage hånd om de stigende tab og den manglende evne til at trænge de amerikanske styrker tilbage overførte den tyske overkommando snar den 3. panzergrenadierdivision til Aachen i et forsøg på at forstærke byens forsvar. Denne division blev fulgt af 1. SS panserkorps, som omfattede 116. Panzer Division og den 101. tunge SS kampvognsbataljon, som var en del af 1. SS Panzer Division.

### Fremrykning sydfra: 8. – 11. oktober
Mod syd indledte 1. infanteridivision sin offensiv den 8. oktober med byen Verlautenheide og Hill 231 (kaldet "Crucifix Hill") nær byen Ravelsberg som mål. Inden 1. infanteridivisions angreb gennemførtes et langt artilleribombardement, som tillod dem at tage Verlautenheide med et overraskelsesangreb og derpå Hill 231 kun en time senere og endelig storme Ravels bakke uden at der blev affyret et skud på under 48 timer. Crucifix Hill blev erobret af kaptajn Bobbie E. Browns C kompagni i 18. infanteriregiment, hvor kaptajn Brown personlig kastede en sprængladning ind i en bunker og derpå kravlede videre til en anden befæstning og også ødelagde den. Han fortsatte og bragte en tredje bunker til tavshed, og selv om han var såret, afviste han lægehjælp og fortsatte med at lede sine mænd i angrebet, hvilket resulterede i at han fik en Medal of Honor. Den 10. oktober var 1. infanteridivision nået til det aftalte sted, hvor det var meningen, at den skulle mødes med 30. infanteridivision. Fremstødet blev mødt af et tysk modangreb mod Hill 231, som blev skueplads for en intens ildkamp. Slaget endte med at tyskerne efterlod over 40 døde og 35 tilfangetagne. Trods gentagne tyske modangreb, som bremsede divisionens fremrykning, kunne den erobre det højtliggende terræn som omgav Aachen.
Den 10. oktober gav 1. infanteridivision de tyske styrker i Aachen et ultimatum: de truede med at bombe byen til overgivelse, hvis garnisonen ikke overgav sig. Den tyske kommandant afviste dette kategorisk. Som svar begyndte amerikansk artilleri at beskyde byen den 11. oktober, og afskød omkring 5.000 granater eller mere en 153 ton sprængstof. Byen blev også genstand for et intenst bombardement fra amerikanske fly.

### Omringning: 11. – 16- oktober
De amerikanske tab voksede på grund af hyppige tyske angreb og ved erobringen af de tyske bunkers. De tyske forsvarere havde f.eks. brugt natten til den 10. oktober på at omdanne huskældre til befæstede bunkers i byen Bardenberg. De amerikanske angribere blev tvunget til at trække sig tilbage og i stedet tvinge byen til overgivelse med et artilleribombardement. Den 12. oktober indledte tyskerne et stort modangreb mod den amerikanske 30, infanteridivision. Det tyske angreb blev afbrudt på grund af et uafbrudt amerikanske artilleribombardement og velplaceret amerikansk panserværnsforsvar og kampvogne. Ved landsbyen Birk kom det til tre timers kamp mellem tyske kampvogne og en enkelt amerikansk Sherman. Det lykkedes Sherman-kampvognen at ødelægge en fjendtlig Panzer IV og tvinge en anden til at trække sig tilbage, men blev snart angrebet af endnu flere. Den ene allierede kampvogn blev snart forstærket af flere fra 2. pansrede division, og det lykkedes dem at trænge de tyske angribere ud af byen. Den 30. infanteridivision befandt sig snart i offensiven på alle fronter og trods dens appel om støtte til at slå tyskerne tilbage fik divisionen i stedet ordre til at trænge sydpå i et forsøg på at få forbindelse med 1. infanteridivision. For at opnå dette blev to infanteribataljoner fra 29. infanteridivision tilknyttet 30. infanteridivision.
To tyske infanteriregimenter gik samme dag til modangreb mod 1. infanteridivision for at generobre Crucifix Hill 231. Kampen var hård og de to regimenter fik midlertidigt kontrol over højdedraget, men inden dagen var omme var de blevet kastet tilbage og næsten udslettet. Mellem den 11. – 13. oktober bombarderede 1. infanteridivision og allierede fly Aachen idet de udvalgte mål tættest på de amerikanske linjer. Den 14. oktober fik 26. infanteriregiment ordre til at rydde et industriområde i udkanten af Aachen som forberedelse til et angreb på selve byen. Den 15. oktober gik tyskerne igen til modangreb mod 1. infanteridivision i et forsøg på at udvide afstanden mellem de to amerikanske enheder. Hovedparten af de tyske styrker blev ødelagt af artilleri og flystøtte, selv om et antal tunge kampvogne brød gennem de amerikanske linjer og først blev stoppet efter fortsat luftstøtte. Næste dag forsøgte tyskerne at gennemføre lokale modangreb med 3. Panzergrenadier Division, men efter at have lidt store tab blev de tvunget til at opgive yderligere offensiver.
Den 30. infanteridivision med elementer fra 29. infanteridivision og 2. pansrede division fortsatte sit fremstød sydpå mellem den 13. og 16. oktober i området ved landsbyen Würselen. Trods kraftig luftstøtte lykkedes det ikke for dem at bryde gennem det tyske forsvar og få forbindelse til de allierede styrker i syd. Tyskerne drog fordel af den snævre front til at overdænge angriberne med artilleri og fremrykningen fortsatte med at gå langsomt da tyske kampvogne brugte huse som bunkers til at overraske og overvælde amerikanske infanterister. General Hobbs, chefen for 30. infanteridivision besluttede at forsøge at omgå de tyske stillinger ved at angribe et andet område med to infanteribataljoner. Angrebet lykkedes og gjorde det muligt for 30. og 1. infanteridivision at få forbindelse med hinanden den 16. oktober. Kampene havde indtil da kostet det 19. amerikanske korps over 400 døde og 2.000 sårede, hvoraf 72% var fra 30. infanteridivision. Det var ikke gået tyskerne bedre, da de frem til 14. oktober havde omkring 630 døde og 4.400 sårede soldater. 3. panzergrenadier division mistede yderligere 600 soldater under deres modangreb mod den 1. amerikanske infanteridivision den 16. oktober.

### Kampen om byen: 13. – 21. oktober
På grund af fortsatte bestræbelser på at afværge tyske modangreb og lukke ringen om Aachen kunne 1. infanteridivision kun afse sit 26. infanteriregiment til opgaven med at erobre byen, og det havde kun to af sine tre bataljoner til rådighed. 26. infanteriregiment gjorde brug af sin 2. og 3. infanteribataljon bevæbnet med maskingeværer og flammekaster og med hjælp fra en nogle kampvogne og en enkelt 155 mm haubits. Byen blev forsvaret af ca. 5.000 tyske soldater, herunder nogle fra Kriegsmarine, Luftwaffe og politiet. For de flestes vedkommende var disse tropper uprøvede og manglede træning, og de havde kun støtte fra en håndfuld kampvogne og stormartilleri. Aachens forsvarer kunne imidlertid gøre brug af dusinvis af gader i byens historiske centrum.
26. infanteriregiments angreb den 13. oktober havde givet vigtige oplysninger om, hvordan kampen ville udvikle sig. Amerikansk infanteri var blevet lokket i baghold af tyske forsvarere, der ved hjælp af kloaker og kældre tvang det fremrykkende amerikanske infanteri til at rydde hver enkelt åbning inden det fortsatte ned gennem gaderne, mens Sherman-kampvogne fandt det umuligt at manøvrere, så de kunne undertrykke fjendtlig ild. Tyske civile blev fjernet i takt med at 26. infanteriregiment rykkede frem. Ingen tyskere fik lov at blive bag amerikanerne. Succes måltes i Aachen på antallet af erobrede huse, da fremrykningen viste sig meget langsom. For at kunne håndtere de tykke mure i de ældre bygninger i byen brugte 26. infanteriregiment deres haubits på klos hold til at ødelægge tyske stillinger. Haubitsen gjorde det muligt for infanterister at trænge frem fra bygning til bygning uden at måtte passere byens gader, hvor de kunne blive fastholdt af fjendtlig beskydning. Sherman-kampvogne faldt i baghold fra skjulte tyske panserværnsvåben når de kom ud i vejkryds. Kort efter rykkede amerikanske kampvogne og andre pansrede køretøjer forsigtigt frem. Ofte skød de ind i foran liggende bygninger for at rydde dem for mulige forsvarere. Fastholdt i det fri af amerikanske fly valgte tyske infanterister at bruge kloakkerne til at komme forbi amerikanske enheder og angribe dem i ryggen. Den tyske modstand var intens, når de gennemførte små modangreb og brugte kampvogne til at stoppe amerikanske bevægelser.
Den 18. oktober forberedte 3. bataljon af 26. infanteriregiment et angreb på Hotel Quellenhof, som var en af de sidste modstandslommer i byen. Amerikanske kampvogne og andre kanoner skød fra klos hold på hotellet, som var hovedkvarter for byens forsvar. Om aftenen lykkedes det 300 soldater fra 1. SS bataljon at forstærke hotellet og besejre adskillige angreb mod bygningen. Et voldsomt tysk modangreb havde held af at overløbe en række amerikanske infanterikompagnier uden for hotellet og midlertidigt lette presse på Hotel Quellenhof, inden det blev slået tilbage af koncentreret amerikansk morterbeskydning. For at undgå ekstra tab, blev det besluttet blot at hamre løs på de tyske stillinger med 155 mm haubitsen. Den 21. oktober erobrede mænd fra 26. infanteriregiment den vestlige del af det centrale Aachen. Samme dag overgav den sidste tyske garnison i Hotel Quellenhof sig og afsluttede dermed slaget om byen.

## Efterspil
Slaget om Aachen havde kostet både amerikanerne og tyskerne dyrt. Amerikanerne havde mistet over 5.000 mand, mens tyskerne havde mistet 5.000 og fået 5.600 taget til fange. Siden 2. oktober 1944 havde 30. infanteridivision haft ca. 3.000 døde og sårede, mens 1. infanteridivision havde mistet mindst 1.350 (150 døde og 1.200 sårede). Tyskerne indrømmede at have mistet 5.100 i kampene i selve Aachen, heraf 3.473 tilfangetagne. I forbindelse med slaget mistede Wehrmacht to hele divisioner og fik yderligere otte alvorligt tilredt, heriblandt tre friske infanteridivisioner og en genudrustet pansret division. Det skyldtes hovedsagelig måden de kæmpede på, da selv om det der svarede til 20 infanteribataljoner havde været indsat i forskellige modangreb alene mod 30. infanteridivision, havde hvert angreb i gennemsnit kun involveret to infanteriregimenter. Under kampene udviklede tyskerne også respekt for de amerikanske styrkers kampevne og bemærkede deres evne til at skyde uhæmmet med overvældende artilleristøtte og pansrede styrker. Både 30. infanteridivision og 1. infanteridivision fik hædrende omtale fra præsidenten for deres indsats ved Aachen.
Den tyske modstand i Aachen greb imidlertid ind i de Allieredes plan om at fortsætte fremrykningen østpå. Efter afslutningen på kampene i Aachen blev den amerikanske 1. armé sat til at erobre en række dæmninger bag Hürtgenskoven, som kunne bruges af tyskerne til at oversvømme de dale, som åbnede vejen til Berlin. Dette førte til Slaget om Hürtgenskoven, som skulle vise sig vanskeligere end slaget om Aachen.